# Dha-n-nafarik
Dha-n-nafarik är en ö i Eritrea.   Den ligger i regionen Södra rödahavsregionen, i den nordöstra delen av landet, 160 km öster om huvudstaden Asmara. Arean är 1,9 kvadratkilometer.
Terrängen på Dha-n-nafarik är mycket platt. Öns högsta punkt är 16 meter över havet. Den sträcker sig 1,7 kilometer i nord-sydlig riktning, och 2,2 kilometer i öst-västlig riktning.